# Рахманов, Баходыр Рабанович
Баходы́р Раба́нович Рахма́нов (17 марта 1964, Пахтакор, Узбекская ССР, СССР) — советский и узбекский футболист, играл на позициях полузащитника и нападающего.

## Карьера
Клубную карьеру начинал в клубе «Шахрихончи», далее играл в «Пахтакоре» из Ташкента, а также в «Пахтакоре» из Андижана. С 1988 по 1989 год играл за «Полесье» из Житомира. В 1990 году играл за «Шердор». В 1991 году перебрался в «Навбахор», с которым стал обладателем Кубка Узбекистана 1992 года. В 1993 году выступал за российский клуб «Океан», за который провёл 25 матчей и забил 2 мяча в Высшей лиге России. Завершил карьеру в 1996 году в «Наврузе».

## Достижения
- Обладатель Кубка Узбекистана: 1992